# 中山村 (愛知県)
中山村（なかやまむら）は、愛知県渥美郡にあった村。現在の田原市の一部にあたる。

## 地理
渥美半島の西端に位置していた。
- 河川：天白川[2]
- 海洋：伊勢湾

## 歴史
- 1889年（明治22年）10月1日、町村制の施行により、渥美郡中山村が単独で村制施行し、中山村が発足[1][2]。大字は編成せず[2]。
- 1901年（明治34年）から1905年にかけて西山地区が陸軍試砲場（伊良湖試験場）となった[2]。
- 1905年（明治38年）中山郵便局開設[2]
- 1906年（明治39年）7月16日、渥美郡福江町、清田村と合併し、福江町が存続して廃止された[1][2]。合併後、福江町中山となる[2]。

## 産業
- 農業、漁業[2]